# François Seydoux de Clausonne

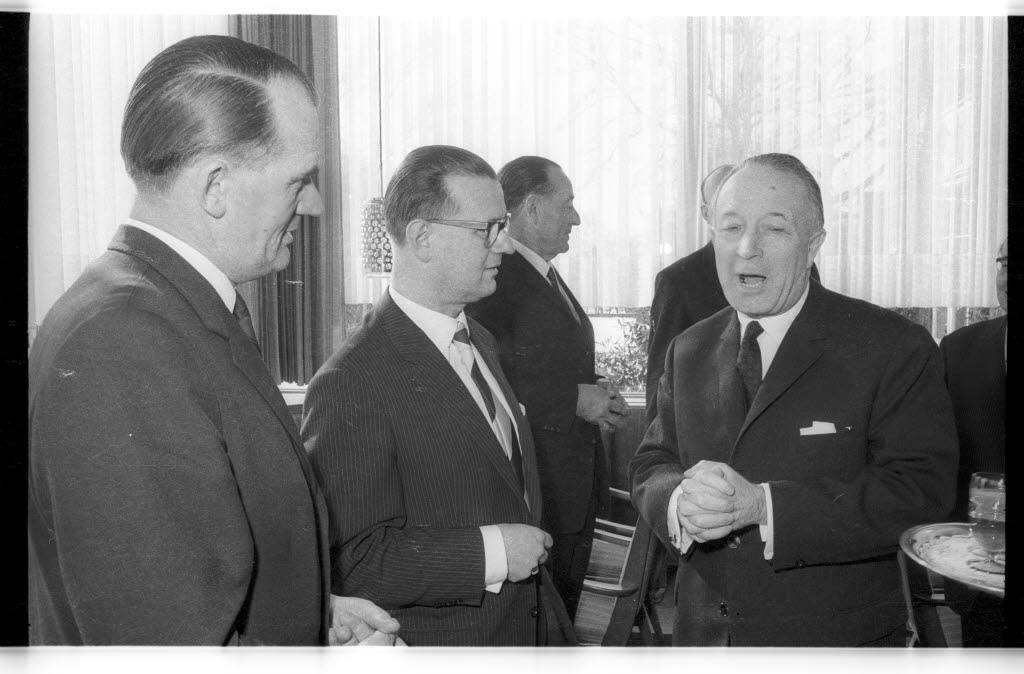
François Seydoux de Clausonne (rechts) in 1966

François Seydoux Fornier de Clausonne (Berlijn, 15 februari 1905 - 30 augustus 1981) was een Frans diplomaat.
Seydoux de Clausonne was de zoon van een Frans diplomaat. Na in Parijs filosofie en rechten gestudeerd te hebben begon hij in 1928 met diplomatieke dienstverlening.
Vanaf 1933 was hij secretaris van  de Franse ambassade in Berlijn vervolgens kreeg hij in 1936 de leiding over het ministerie van buitenlandse zaken van Frankrijk afdeling Duitsland. Na de Duitse bezetting als gevolg van de Tweede Wereldoorlog in 1942 nam hij deel aan het Franse verzet.
Na de oorlog (1949-1955) werd hij hoofd van de afdeling Europa binnen het Franse  ministerie van buitenlandse zaken. Daarna Frans ambassadeur in Wenen (1958-1962), later in Bonn (1965-1970).
Seydoux de Clausonne had een aandeel in het Élysée-verdrag dat in 1963 de Frans-Duitse vriendschap bezegelde. Voor zijn bijdragen aan de Europese eenwording kreeg hij  in 1970 de Internationale Karelsprijs Aken.